# 武蔵府中郵便局

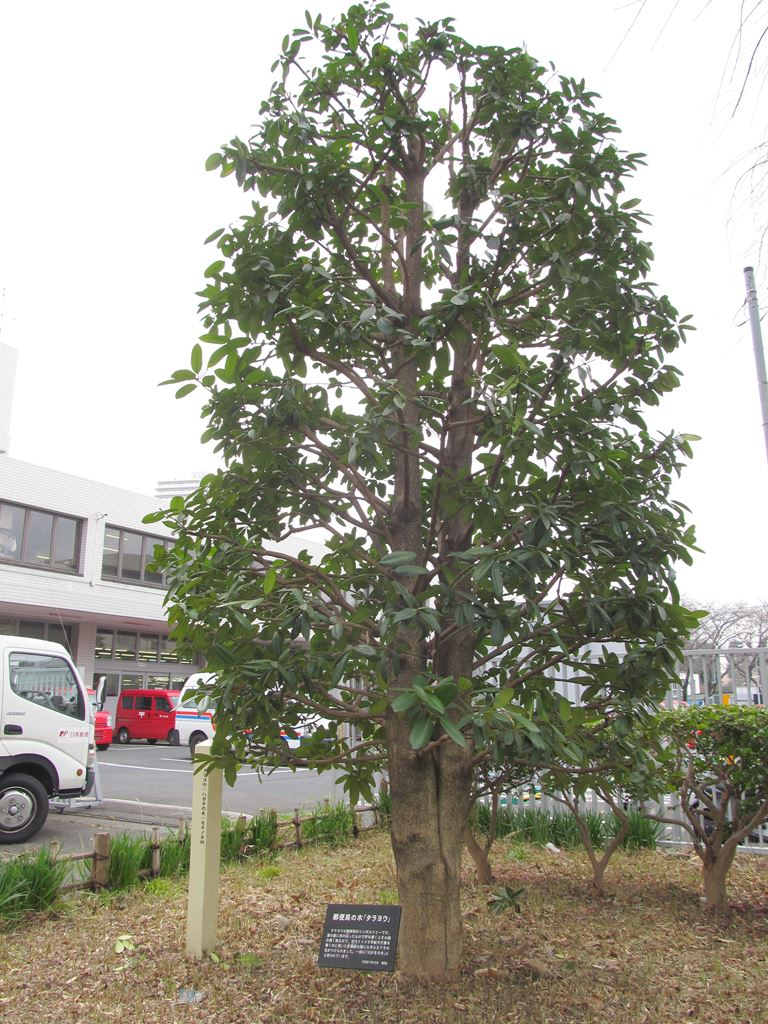
武蔵府中郵便局「郵便局の木」

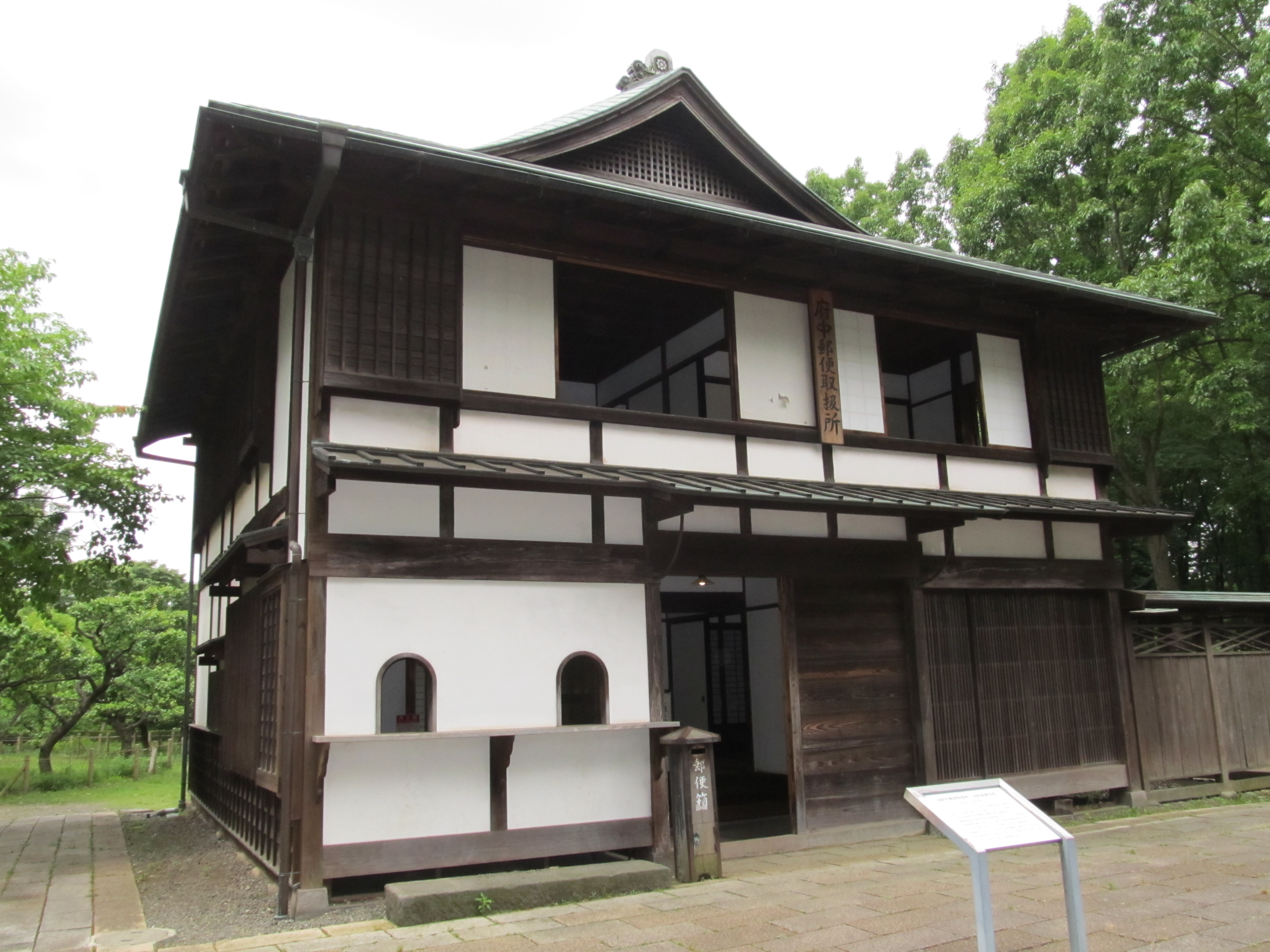
移設された府中郵便取扱所（府中市郷土の森博物館）

武蔵府中郵便局（むさしふちゅうゆうびんきょく）は、東京都府中市にある郵便局。民営化前の分類では集配普通郵便局であった。

## 概要
住所：〒183-8799 東京都府中市寿町1-7
敷地内北東角の木は、開局百二十周年記念植樹（野口忠明寄贈）のタラヨウ（ハガキの木）モチノキ科。

## 沿革
- 1872年8月4日（明治5年7月1日） - 府中郵便取扱所として府中市宮西町4-11に開設[1]。府中宿の番場「矢島家」が明治22年まで郵便取扱をした。当時の建物は府中市郷土の森博物館に移設展示されている。
- 1873年（明治6年）4月1日 - 府中郵便仮役所となる。
- 1875年（明治8年）1月1日 - 府中郵便局（四等）となる。
- 1876年（明治9年）5月1日 - 為替取扱所を併設。
- 1879年（明治12年） - 貯金預所を併設。
- 1897年（明治30年）3月31日 - 府中郵便電信局となる。
- 1903年（明治36年）4月1日 - 通信官署官制の施行に伴い府中郵便局となる。
- 1943年（昭和18年）3月6日 - 特定郵便局から普通郵便局に局種別改定[2]。
- 1943年（昭和18年）7月1日 - 武蔵府中郵便局に改称[3]。
- 1951年  (昭和26年)  8月 - 局舎を寿町1-5（現在の府中駅北第2庁舎の場所)へ。
- 1956年（昭和31年）11月1日 - 電話通話および和文電報受付事務の取扱を開始[4]。
- 1980年（昭和55年）3月 - 局舎を現在の地(寿町1-7)に新築。4月7日より業務開始。
- 1992年（平成4年）8月3日 - 外国通貨の両替および旅行小切手の売買に関する業務取扱を開始。
- 2007年（平成19年）10月1日 - 民営化に伴い、併設された郵便事業武蔵府中支店に一部業務を移管。
- 2012年（平成24年）10月1日 - 日本郵便株式会社発足に伴い、郵便事業武蔵府中支店を武蔵府中郵便局に統合。
- 2016年（平成28年）7月25日 - ゆうゆう窓口の24時間営業を廃止。

## 取扱内容

### 直轄業務
- 郵便、印紙、ゆうパック、内容証明
- 府中市内（〒183-00xx、183-85xx、183-86xx、183-87xx）の集配業務
- ゆうゆう窓口 - 民営化見直し後窓口時間外対応主体に戻る

### 代理店業務
ゆうちょ銀行
- 貯金、為替、振替、振込、国際送金、外貨両替、国債、投資信託
- ATM（本店武蔵府中郵便局内出張所）

かんぽ生命保険
生命保険、バイク自賠責保険、自動車保険、変額年金保険

### その他
- 自動証明写真撮影機

## 交通
府中市道けやき並木通りに面している。
- 京王線 府中駅（徒歩約4分）
- 京王バス （寿町一丁目停留所、農業高校停留所）
- 国道20号 （寿町一丁目交差点）
- 中央自動車道 国立府中IC（約3km）
- 自動車駐車場、自転車駐輪場。